# Ronda Rousey
Ronda Jean Rousey (/ˈraʊzi/ sinh ngày 1 tháng 2 năm 1987) là một nữ võ sĩ MMA, vận động viên judo, và diễn viên người Mỹ. Cô hiện đang tham gia WWE.
Rousey là nữ vận động viên đầu tiên của Mỹ giành huy chương judo Olympic (huy chương đồng) ở Thế vận hội Mùa hè 2008. Cô là cựu quán quân UFC nữ hạng gà, cũng như là quán quân nữ hạng gà Strikeforce cuối cùng. Cô từng giành 12 chiến thắng MMA liên tiếp, trong đó có sáu chiến thắng ở Ultimate Fighting Championship (UFC), trước khi để thua trận đầu tiên trước Holly Holm vào tháng 11 năm 2015; cô thắng 11 trận trong hiệp 1, 9 trong số đó nhờ armbar submission. Huấn luyện viên của cô là Gokor Chivichyan thuộc học viện Hayastan MMA, và Edmond Tarverdyan của Glendale Fighting Club. Vào năm 2015, cô trở thành người được tìm kiếm nhiều thứ ba trên Google.
Tính tới tháng 1 năm 2017, Rousey là nữ võ sĩ hạng gà xếp thứ 4 trên thế giới theo UFC, và thứ 9 theo Sherdog.
Vai diễn điện ảnh đầu tiên của Rousey là trong The Expendables 3 (2014). Vào năm 2015, cô được phân vai trong các phim Furious 7 và Entourage.

## Đầu đời
Rousey sinh ra tại Riverside, California và là con gái út của AnnMaria De Mars và Ron Rousey, người mà Rousey được đặt tên theo. Mẹ của cô, một võ sĩ judo thành công, là người Mỹ đầu tiên vô địch Giải vô địch judo thế giới (vào năm 1984). Bà ngoại của cô là người Venezuela và có tổ tiên là người Venezuela gốc Phi; cụ ngoại của cô là Alfred E Waddell, một người Trinidad di cư tới Canada và trở thành một trong những bác sĩ da đen đầu tiên ở Bắc Mỹ. Cô cũng mang trong mình dòng máu Anh và Ba Lan. Bố dượng của cô là một kĩ sư hàng không vũ trụ. Bố đẻ của cô sau khi bị gãy lưng trong một lần đi xe trượt tuyết với con gái và biết mình sẽ bị liệt, đã tự tử vào năm 1995. AnnMaria theo học môn tâm lý giáo dục để lấy bằng Ph.D. tại Đại học California, Riverside khi con gái bà dần lớn.
Trong sáu năm đầu đời, do mắc phải chứng mất dùng động tác, một chứng rối loạn âm nói thần kinh ấu thơ nên Rousey gặp khó khăn với việc phát âm và hầu như không ai có thể hiểu những gì cô nói. Khi Rousey ba tuổi, cha mẹ cô chuyển từ Riverside, California, tới Jamestown, North Dakota, để chữa bệnh cho Ronda với sự giúp đỡ của các chuyên gia Đại học Bang Minot.
Rousey bỏ học trung học và sau đó nhận được chứng chỉ G.E.D.

## Sự nghiệp judo
Rousey bắt đầu học Judo với mẹ cô năm cô lên 11 tuổi. Cô tập luyện với mẹ cho tới năm 13 tuổi sau khi không may làm trật cổ tay của bà. Năm 17 tuổi Rousey giành vé dự Thế vận hội 2004 ở Athens và trở thành judoka trẻ nhất tại giải đấu. Cũng trong năm 2004 Rousey giành được huy chương vàng tại Giải vô địch judo trẻ thế giới ở Budapest, Hungary.
Vào tháng 2 năm 2007, Rousey chuyển lên thi đấu hạng 70 kg, hạng cân mà cô nằm trong top ba nữ thế giới. Cô giành huy chương bạc hạng trung ở Giải vô địch judo thế giới 2007 và huy chương vàng tại Đại hội Thể thao Liên châu Mỹ 2007.
Vào tháng 8 năm 2008, Rousey tranh tài tại Thế vận hội 2008 ở Bắc Kinh, Trung Quốc. Cô để thua ở tứ kết trước cựu vô địch thế giới người Hà Lan Edith Bosch nhưng vẫn giành huy chương đồng thông qua đấu vớt. Rousey đánh bại Annett Boehm nhờ điểm Yuko và giành huy chương đồng (mỗi hạng cân judo có hai huy chương đồng được trao). Với chiến thắng này, Rousey trở thành người Mỹ đầu tiên giành huy chương judo Olympic kể từ khi môn thể thao này được đưa vào thi đấu chính thức năm 1992.

## Sự nghiệp mixed martial arts
Rousey giải nghệ judo ở tuổi 21 sau Thế vận hội. Rousey ở chung trong một căn hộ với một người bạn cùng phòng ở Venice Beach, California và làm nhiều nghề như bartender hay phục vụ quán cocktail.
Ronda sau đó tới Hayastan MMA Academy của Gokor Chivichyan và tập luyện với nhiều võ sĩ MMA tương lai như Manvel Gamburyan và Karo Parisyan. Theo lời Rousey, Hayastan thể hiện "một phong cách judo quyết liệt hơn so với phong cách kĩ thuật của Nhật Bản." Rousey tập luyện với các võ sĩ nam to hơn cô. Cô thường tỏ ra thất vọng và khóc khi bị các đối thủ đó quật dễ dàng mà không thể quật lại họ.
Rousey tập luyện khá thân với Gamburyan. Sau khi bị chấn thương đầu gối năm lên 16 tuổi, Gamburyan tình nguyện mở phòng tập mỗi buổi chiều để tập với cô. Khi Gamburyan và Parisyan bắt đầu theo nghiệp MMA, Rousey vẫn còn thi đấu judo nhưng vẫn theo dõi MMA thông qua hai người kia. Trận đấu MMA đầu tiên khiến cô thực sự hứng thú là trận Manny Gamburyan gặp Nate Diaz ở chung kết The Ultimate Fighter. Rousey nói rằng cô chưa từng cảm thấy hứng thú đến như vậy khi xem judo hay bất kỳ môn nào khác. Vào năm 2009, cô quyết định bắt đầu sự nghiệp MMA cùng đội ngũ huấn luyện của Hayastan.
Cũng tập luyện tại Glendale Fighting Club nhờ lời giới thiệu của Gamburyan và các đồng đội tại Hayastan, đồng thời bắt đầu tập luyện với huấn luyện viên Edmond Tarverdyan của GFC.
Cô cũng tập nhu thuật tại Dynamix MMA với Henry Akins từ 2011 tới 2014 và kể từ đây bắt đầu hợp tác với Ryron Graice và Rener Gracie của Gracie Academy, cũng như BJ Penn của Art of Jiu Jitsu.

### Đầu sự nghiệp (2010–2011)
Rousey có trận đấu mixed martial arts ra mắt với tư cách nghiệp dư vào ngày 6 tháng 8 năm 2010. Cô đánh bại Hayden Munoz bằng submission (với đòn khóa bẻ tay) sau 23 giây thi đấu.
Cô thi đấu trận tứ kết hạng cân 66 kg của giải Tuff-N-Uff vào ngày 12 tháng 11 năm 2010, submit Autumn Richardson bằng armbar trong 57 giây. Rousey gặp Taylor Stratford ở bán kết vào ngày 7 tháng 1 năm 2011 và thắng bằng technical submission (armbar) sau 24 giây. Cô cũng thông báo kế hoạch lên chuyên sau chiến thắng này. Tổng cộng Rousey có thành tích thắng 3, thua 0 khi thi đấu MMA nghiệp dư, với tổng thời gian thi đấu chưa tới 2 phút.
Rousey có trận MMA chuyên nghiệp đầu tiên vào ngày 27 tháng 3 năm 2011 tại King of the Cage: Turning Point. Cô submit Ediane Gomes bằng đòn armbar trong 25 giây.
Rousey đối đầu với quán quân kickboxing Charmaine Tweet tại Hard Knocks Fighting Championship: School of Hard Knocks 12 vào ngày 17 tháng 6 năm 2011 ở Calgary, Canada. Cô thắng Tweet bằng submission (armbar) sau 49 giây thi đấu.

### Strikeforce (2011–2012)
Rousey dự kiến ra mắt Strikeforce trong trận gặp Sarah D'Alelio vào ngày 30 tháng 7 năm 2011 tại Strikeforce: Fedor vs. Henderson ở Hoffman Estates, Illinois. Tuy nhiên cuộc so tài bị lùi sang sự kiện Strikeforce Challengers 18 vào ngày 12 tháng 8 năm 2011, ở Las Vegas, Nevada. Rousey hạ gục D'Alelio bằng technical submission (armbar) ở ngay hiệp một. Tuy nhiên chiến thắng này lại gây nhiều tranh cãi. Rousey khẳng định D'Alelio đã hét lên từ "tap" hơn một trong khi D'Alelio phủ nhận điều này và nó rằng cô chỉ hét lên "AAAAHHH". Theo các quy tắc thống nhất của mixed martial arts, cả hai cách phát âm này đều tính là submission bằng lời.
Rousey so tài với Julia Budd tại Strikeforce Challengers 20 vào ngày 18 tháng 11 năm 2011 ở Las Vegas. Cô thắng bằng submission nhờ đòn armbar ở hiệp một, đồng thời làm trật khớp khuỷu tay của Budd. Sau trận này Rousey thông báo sẽ giảm xuống hạng cân 61 kg để thách đấu Miesha Tate, người thời điểm đó là đương kim giữ đai vô địch hạng gà nữ của Strikeforce, đồng thời cũng là đối thủ nhiều duyên nợ với Rousey.

#### Women's Bantamweight Championship

Biểu trưng của Ultimate Fighting Championship

Rousey gửi lời thách thức tới ngôi vị vô địch Strikeforce của Tate vào ngày 3 tháng 3 năm 2012 tại Columbus, Ohio. Cô vượt qua Tate nhờ submission (armbar) trong hiệp một, một lần nữa làm trật khớp khuỷu tay đối phương, qua đó trở thành nữ vô địch hạng gà mới của Strikeforce.
Rousey sau đó xuất hiện trong chương trình All Access: Ronda Rousey trên kênh Showtime. Chương trình đặc biệt dài nửa tiếng được phát sóng lần đầu vào ngày 8 tháng 8 năm 2012. Tập hai của chương trình được phát sóng ngày 15 tháng 8 năm 2012. Rousey cũng được mời góp mặt trong chương trình talk show Conan của Conan O'Brien.
Rousey bảo vệ danh hiệu vô địch Strikeforce trước đối thủ Sarah Kaufman trong sự kiện Strikeforce: Rousey vs. Kaufman vào ngày 18 tháng 8 năm 2012 tại San Diego, California. Trong trận đấu này, Rousey nhanh chóng quật ngã Kaufman và submit đối thủ bằng đòn armbar sau có 54 giây thi đấu và bảo vệ thành công Strikeforce Women's Bantamweight Championship. Sau trận này, Rousey tuyên bố rằng nữ cựu vô địch hạng lông Strikeforce Cristiane "Cyborg" Santos phải lên thi đấu ở hạng gà nếu muốn đối đầu với cô.

### Ultimate Fighting Championship (2012–nay)

#### Những thành công ban đầu
Vào tháng 11 năm 2012, Ultimate Fighting Championship thông báo Rousey đã trở thành nữ võ sĩ đầu tiên kí hợp đồng với UFC. Chủ tịch UFC Dana White chính thức thông báo tại buổi họp báo trước sự kiện UFC on Fox: Henderson vs. Diaz rằng Rousey là UFC Women's Bantamweight Champion đầu tiên.
Rousey ban đầu không muốn sử dụng biệt danh "Rowdy" mà bạn bè đặt cho cô bởi cô cho rằng cái tên này sẽ khiến cô thất lễ với đô vật chuyên nghiệp "Rowdy" Roddy Piper. Sau khi gặp Piper thông qua lời giới thiệu của Gene LeBell, chính Piper đã đồng ý để Rousey sử dụng biệt danh "Rowdy".
Rousey bảo vệ chức vô địch của mình trong cuộc thượng đài với Liz Carmouche vào ngày 23 tháng 2 năm 2013 tại UFC 157. Mặc dù bị Carmouche kẹp cổ ở tư thế đứng nhưng Rousey vẫn lật ngược tình thế và giữ vững ngôi vị vô địch Bantamweight Championship. Cô thắng sau 4 phút 49 giây của hiệp 1 nhờ submission bằng armbar. Tuy vậy Liz Carmouche cũng khiến cho hàm của Ronda Rousey bị lệch trong trận đấu này.
Sau khi Cat Zingano hạ gục Miesha Tate tại The Ultimate Fighter: Team Jones vs. Team Sonnen Finale, Dana White thông báo rằng Zingano sẽ là huấn luyện viên đối thủ của Rousey trong chương trình The Ultimate Fighter 18. Tuy nhiên vào ngày 28 tháng 5, Zingano gặp chấn thương và được thay thế bằng Miesha Tate.
Rousey một lần nữa đối đầu với Miesha Tate, lần này là tại UFC 168 vào ngày 28 tháng 12 năm 2013. Trong hai hiệp đầu tiên, Tate đứng vững sau một đòn khóa tay armbar và một đòn khóa tay tam giác của đối thủ. Tuy nhiên Rousey cuối cùng vẫn khuất phục đối thủ sau đòn armbar trong hiệp ba, giành chiến thắng bằng submission và duy trì chức vô địch hạng gà. Trong cuộc phỏng vấn với Los Angeles Daily News, Rousey nói rằng cô mất một ít cơ bắp trong quá trình đóng phim và không thể kịp hồi phục trước trận gặp Tate.

#### Chiến thắng nhanh chóng
Tại buổi họp báo sau khi UFC 168 kết thúc, ban tổ chức cho biết đối thủ tiếp theo của Rousey trên con đường bảo vệ đai UFC Women's Bantamweight Championship là vận động viên đồng hương Sara McMann. Cuộc so tài này là cặp đấu chính của UFC 170 diễn ra ngày 22 tháng 2 năm 2014. Rousey chiến thắng TKO sau khi đánh gục McMann bằng cú lên gối vào thân trên của đối thủ trong chưa đầy một phút đồng hồ của hiệp một. Đây cũng đánh dấu lần đầu tiên trong sụ nghiệp Rousey kết liễu đối phương bằng cách thức khác ngoài armbar. Việc dừng trận đấu đã gây ra tranh cãi khi một số nhà báo thể thao và người dự khán trận đấu cho rằng trọng tài đã quyết định quá vội vàng.
Thách thức tiếp theo của Rousey là Alexis Davis, đối thủ của cô trong trận đấu thuộc khuôn khổ UFC 175 vào ngày 5 tháng 7 năm 2014. Cô thắng bằng knockout khi đồng hồ mới chỉ điểm 16 giây của hiệp một. Tuy vậy ngón cái của Rousey bị gãy trong trận đấu này. Chiến thắng ấn tượng cũng giúp Rousey lần thứ hai nhận giải Performance of the Night.
Rousey được xếp thi đấu với Cat Zingano tại UFC 182 cho ngôi vô địch hạng gà nữ. Tuy vậy trận đấu bị rời sang UFC 184 ngày 28 tháng 2 năm 2015. Rousey chiến thắng Zingano bằng đòn armbar sau 14 giây thi đấu, đồng thời cũng là trận đấu ngắn nhất trong lịch sử tranh đai vô địch UFC.
Rousey đọ sức với Bethe Correia vào ngày 1 tháng 8 năm 2015 trong khuôn khổ UFC 190 ở Brasil. Cô knockout đối thủ sau 34 giây đồng hồ của hiệp một. Rousey dành tặng chiến thắng này tới "Rowdy" Roddy Piper, người vừa qua đời ngày hôm trước, vì Piper là thần tượng của cô và cũng là người cho phép cô sử dụng biệt danh "Rowdy". Trận đấu này cũng bảo toàn mạch bất bại của cô tại UFC. Sau 1077 giây thi đấu trên võ đài, Rousey kiếm về 1.080.000 đô la Mỹ tiền thưởng; tương đương với 1002,79 đô la cho mỗi giây thượng đài. Thời gian thi đấu trung bình 2 phút 59 giây của cô thấp hơn thời gian trung bình của một trận đấu thuộc mọi hạng cân của UFC, thậm chí thời gian trung bình nhanh nhất thuộc hạng cân nặng cũng đã là 7 phút 59 giây.

#### Đánh mất chức vô địch và trở lại
Rousey đối đầu với Holly Holm trong lần bảo vệ đai UFC thứ bảy tại UFC 193 vào ngày 15 tháng 11 năm 2015. Mặc dù được đánh giá cao hơn đối thủ, Rousey không thể triển khai lối đánh quen thuộc trước Holm cũng như không thể đáp trả những cú ra đòn vượt trội của đối phương. Đầu hiệp hai, bắt nguồn từ cú đá vào cổ của Rousey, Holm knockout đối thủ bằng nhiều cú đấm vào mặt, qua đó chấm dứt sự thống trị ba năm qua của Rousey cũng như cắt đứt chuỗi trận bất bại của cô. Sau trận đấu này, Trận Rousey vs Holm được trao giải Fight of the Night trị giá 50.000 đô la. Cô cũng bị UFC đình chỉ thi đấu vì lý do y tế vào ngày 18 tháng 11 năm 2015, trong đó bao gồm lệnh đình chỉ no-contact trong vòng 45 ngày, không thi đấu trong 60 ngày, và sẽ phải dựa vào kết quả chụp cắt lớp để có thể giảm án treo giò. Cô được dỡ lệnh đình chỉ vào ngày 9 tháng 12 năm 2015.
Sau hơn một năm vắng bóng tại các sự kiện thể thao, Rousey trở lại để đối đầu với đương kim vô địch Amanda Nunes vào ngày 30 tháng 12 năm 2016 tại UFC 207. Cô bị đối phương TKO sau có 48 giây thi đấu của hiệp một.

## Sự nghiệp diễn xuất
| Năm  | Tên phim/chương trình  | Vai        | Ghi chú           |
| ---- | ---------------------- | ---------- | ----------------- |
| 2011 | Honoo-no Taiiku-kai TV | Bản thân   | Show truyền hình  |
| 2014 | The Expendables 3      | Luna       |                   |
| 2015 | Fast & Furious 7       | Kara       | Vai phụ           |
| 2015 | Entourage              | Bản thân   |                   |
| 2016 | Fighter In The Sky     | Jess       |                   |
| 2016 | Drunk History          | Gallus Mag | Tập: "Scoundrels" |

## Sự nghiệp MMA
| Thống kê thành tích chuyên nghiệp |          |        |
| 14 trận                           | 12 thắng | 2 thua |
| Bằng knockout                     | 3        | 2      |
| Bằng submission                   | 9        | 0      |
| Bằng quyết định trọng tài         | 0        | 0      |

| KQ    | Chỉ số | Đối thủ         | Dạng                         | Sự kiện                                    | Ngày                 | Hiệp | Giờ  | Địa điểm                        | Ghi chú |
| ----- | ------ | --------------- | ---------------------------- | ------------------------------------------ | -------------------- | ---- | ---- | ------------------------------- | --- |
| Thua  | 12–2   | Amanda Nunes    | TKO (đấm)                    | UFC 207                                    | 30 tháng 12 năm 2016 | 1    | 0:48 | Las Vegas, Nevada, Hoa Kỳ       | Tranh UFC Women's Bantamweight Championship.                                                                             |
| Thua  | 12–1   | Holly Holm      | KO (đá vào đầu và đấm)       | UFC 193                                    | 15 tháng 11 năm 2015 | 2    | 0:59 | Melbourne, Úc                   | Mất đai UFC Women's Bantamweight Championship. Fight of the Night.                                                       |
| Thắng | 12–0   | Bethe Correia   | KO (đấm)                     | UFC 190                                    | 1 tháng 8 năm 2015   | 1    | 0:34 | Rio de Janeiro, Brasil          | Bảo vệ UFC Women's Bantamweight Championship. Performance of the Night.                                                  |
| Thắng | 11–0   | Cat Zingano     | Submission (straight armbar) | UFC 184                                    | 28 tháng 2 năm 2015  | 1    | 0:14 | Los Angeles, California, Hoa Kỳ | Bảo vệ UFC Women's Bantamweight Championship. Performance of the Night.                                                  |
| Thắng | 10–0   | Alexis Davis    | KO (đấm)                     | UFC 175                                    | 5 tháng 7 năm 2014   | 1    | 0:16 | Las Vegas, Nevada, Hoa Kỳ       | Bảo vệ UFC Women's Bantamweight Championship. Performance of the Night.                                                  |
| Thắng | 9–0    | Sara McMann     | TKO (lên gối vào thân)       | UFC 170                                    | 22 tháng 2 năm 2014  | 1    | 1:06 | Las Vegas, Nevada, Hoa Kỳ       | Bảo vệ UFC Women's Bantamweight Championship. Performance of the Night.                                                  |
| Thắng | 8–0    | Miesha Tate     | Submission (armbar)          | UFC 168                                    | 28 tháng 12 năm 2013 | 3    | 0:58 | Las Vegas, Nevada, Hoa Kỳ       | Bảo vệ UFC Women's Bantamweight Championship. Submission of the Night. Fight of the Night.                               |
| Thắng | 7–0    | Liz Carmouche   | Submission (armbar)          | UFC 157                                    | 23 tháng 2 năm 2013  | 1    | 4:49 | Anaheim, California, Hoa Kỳ     | Bảo vệ UFC Women's Bantamweight Championship.                                                                            |
| Thắng | 6–0    | Sarah Kaufman   | Submission (armbar)          | Strikeforce: Rousey vs. Kaufman            | 18 tháng 8 năm 2012  | 1    | 0:54 | San Diego, California, Hoa Kỳ   | Bảo vệ thành công Strikeforce Women's Bantamweight Championship; Sau đó được nâng lên UFC Women's Bantamweight Champion. |
| Thắng | 5–0    | Miesha Tate     | Submission (armbar)          | Strikeforce: Tate vs. Rousey               | 3 tháng 3 năm 2012   | 1    | 4:27 | Columbus, Ohio, Hoa Kỳ          | Ra mắt hạng gà. Giành Strikeforce Women's Bantamweight Championship.                                                     |
| Thắng | 4–0    | Julia Budd      | Submission (armbar)          | Strikeforce Challengers: Britt vs. Sayers  | 18 tháng 11 năm 2011 | 1    | 0:39 | Las Vegas, Nevada, Hoa Kỳ       | |
| Thắng | 3–0    | Sarah D'Alelio  | Submission kỹ thuật (armbar) | Strikeforce Challengers: Gurgel vs. Duarte | 12 tháng 8 năm 2011  | 1    | 0:25 | Las Vegas, Nevada, Hoa Kỳ       | |
| Thắng | 2–0    | Charmaine Tweet | Submission (armbar)          | HKFC: School of Hard Knocks 12             | 17 tháng 6 năm 2011  | 1    | 0:49 | Calgary, Alberta, Canada        | Catchweight (150 lbs).                                                                                                   |
| Thắng | 1–0    | Ediane Gomes    | Submission (armbar)          | KOTC: Turning Point                        | 27 tháng 3 năm 2011  | 1    | 0:25 | Tarzana, California, Hoa Kỳ     | |

## Thành tích MMA nghiệp dư
| Thống kê thành tích nghiệp dư |         |        |
| 3 trận                        | 3 thắng | 0 thua |
| Bằng submission               | 3       | 0      |

| KQ    | Chỉ số | Đối thủ          | Dạng                | Sự kiện                                          | Ngày                 | Hiệp | Giờ  | Địa điểm                   | Ghi chú |
| ----- | ------ | ---------------- | ------------------- | ------------------------------------------------ | -------------------- | ---- | ---- | -------------------------- | ------- |
| Thắng | 3–0    | Taylor Stratford | Submission (armbar) | Tuff-N-Uff - Las Vegas vs. 10th Planet Riverside | 7 tháng 1 năm 2011   | 1    | 0:24 | Las Vegas, Nevada, Hoa Kỳ  |         |
| Thắng | 2–0    | Autumn King      | Submission (armbar) | Tuff-N-Uff - Future Stars of MMA                 | 12 tháng 11 năm 2010 | 1    | 0:57 | Las Vegas, Nevada, Hoa Kỳ  |         |
| Thắng | 1–0    | Hayden Munoz     | Submission (armbar) | CFL - Ground Zero                                | 6 tháng 8 năm 2010   | 1    | 0:23 | Oxnard, California, Hoa Kỳ |         |

## Sự nghiệp đô vật tạiWWE:

### Giải thưởng:
- Slammy Award: "This is Awesome" Moment of the Year (2015 – chia sẻ với The Rock)
- WWE Year-End Award : Best Diss of the Year 2018
- Raw Women's Champion (Second longest-reigning Raw Women's Champion - 231 days)
- WWE SmackDown Women's Championship: 2 times
- Royal Rumble winner 2022
- Headlined WWE's inaugural all-women's pay-per-view WWE evolution
- Was part of the first-ever femal-only Wrestlemania main event[85]
- Ranked No. 9 of the top 50 Greatest WWE Female Superstars of all time (2021)[86]

### Các trận thắng tiêu biểu tạiWWE:
- Wrestlemania 34: April 8, 2018
- Money in the Bank (Singles Match): May 10, 2018
- Summerslam win WWE Raw Women's Championship: Aug 19, 2018
- WWE Super Show-down: Oct 6, 2018
- Hell in a Cell: Oct 25, 20184
- WWE Evolution: Oct 28, 2018
- Survivor Series: No 18, 2018 (Interrupted by Charlotte Flair)
- WWE TLC (Tables, ladders and chairs)
- Royal Rumble (Singles Match): Jan 27, 2019
- WWE Elimination Chamber: Feb 17, 2019[87]
- Royal Rumble: Jan 30, 2022 (Comback to WWE - Winner)
- WWE Elimination Chamber: Feb 20, 2022 (with Naomi)
- WWE Backlash 2022 win WWE SmackDown Women's Championship: May 8, 2022
- Money in the Bank (Singles Match): July 2, 2022
- WWE Extreme Rules win WWE SmackDown Women's Championship: October 9, 2022
- WWE Survivor Series: No 26, 2022
- Wrestlemania 39: April 3, 2023